# Le Patriote Illustré

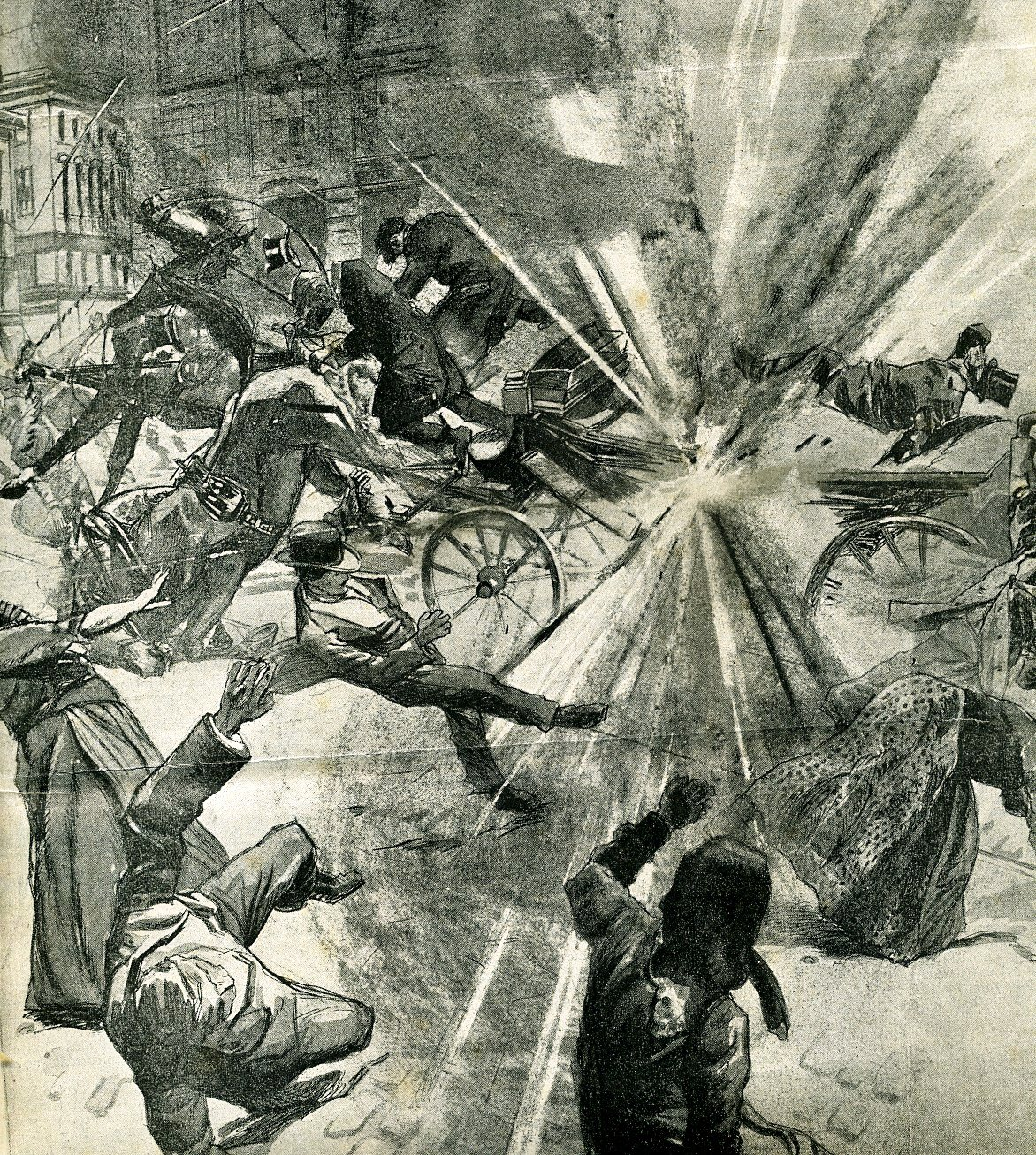
Abbildung aus der Le Patriote Illustré vom 28. Juli 1904. Attentat auf Wjatscheslaw Konstantinowitsch von Plehwe.

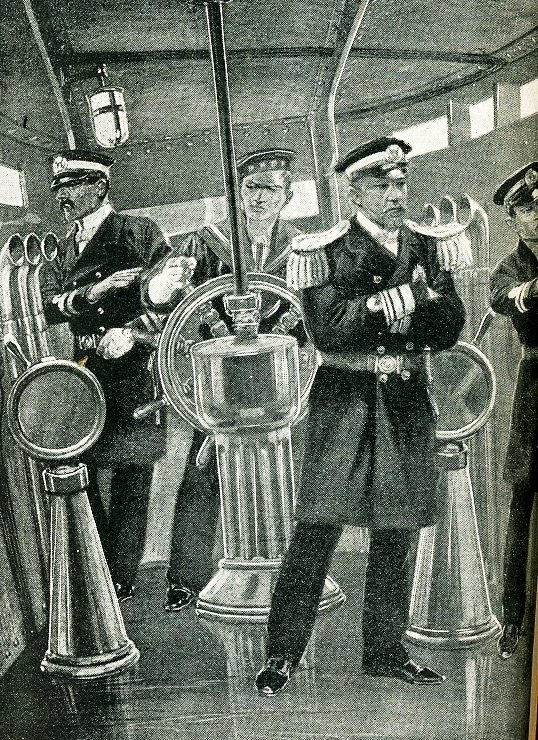
Abbildung aus der Le Patriote Illustré vom 3. April 1904. Der japanische Admiral Tōgō auf der Brücke.

Die Le Patriote Illustré war ein belgisches Magazin mit Verlagssitz in Brüssel, das mit Unterbrechungen von 1880 bis Februar 1919 erschien.
Das Magazin wurde wöchentlich im Großformat (etwa DIN A3 Format) in zur damaligen Zeit hochwertiger Qualität auf Glanzpapier herausgegeben. Im Jahre 1880 gegründet, verschwand es von der Bildoberfläche nach der Ausgabe vom 16. August 1914, nach dem die deutschen Truppen Belgien und damit Brüssel besetzt hatten. Nach dem Ersten Weltkrieg erschien es unter schwierigen Verhältnissen kurz wieder von Dezember 1918 bis Februar 1919. Danach erschien es nie wieder.
Besondere Bekanntheit erlangte das Magazin mit seinen unzähligen Aufnahmen, u. a. vom Russisch-Japanischen Krieg.